# Sohaemus d'Arménie
Caius Iulius Sohaemus est un roi d'Arménie placé à la tête du royaume par les empereurs romains Marc Aurèle et Lucius Verus en 163.

Le royaume d'Arménie à l'époque de Sohaemus

## Origine
Par son nom il semble se rattacher à la dynastie royale d'Émèse, notamment en étant le descendant de Caius Julius Sampsigeramus, petit-fils de Sohaemus. Consul suffect durant son exile à Rome entre 161 et 164, il est probablement né vers 120/5.

## Règne
Il est possible qu'il ait été déjà roi d'Arménie auparavant, et qu'il ait été chassé de son trône par les Parthes. La chronologie des souverains d'Arménie au IIe siècle de notre ère est très incertaine. Les sources gréco-romaines sont en effet très lacunaires et le texte de Moïse de Khorène présente, pour cette période, de graves confusions chronologiques.
En 161, ou au début 162, les forces parthes de Vologèse IV infligent à Elegeia une cuisante défaite aux troupes romaines qui étaient venues défendre le protectorat romain sur l'Arménie : c'est le début de la guerre romano-parthique de 161-166. Un souverain dépendant des Parthes, Pakoros, s'installe donc à la tête du royaume. Il en est chassé par la contre-offensive romaine menée par Statius Priscus en 163, qui combat pour les empereurs Lucius Verus et Marc Aurèle. Ces derniers prennent le titre d'Armeniacus (vainqueur de l'Arménie), et installent sur le trône Sohaemus. Bien que lié par ses origines à la dynastie arsacide, Sohaemus est totalement acquis à la cause romaine, et on sait par un résumé de Photios qu'il avait été consul à Rome ; il est en effet décrit comme « l'Achéménide et l'Arsacide, qui fut roi et dont les pères étaient rois, mais devint aussi membre du sénat romain, puis consul, puis à nouveau roi de la grande Arménie ».
Son règne connaît cependant des rébellions, notamment celle du satrape Tiridate. Sohaemus ne peut alors se maintenir sur le trône que grâce à l'intervention de Publius Martius Verus, gouverneur romain de Cappadoce. Cet épisode, au demeurant obscur, a été placé à des dates variables. Si la date de 168 a été avancée, c'est aujourd'hui celle de 172 qui est la plus couramment retenue. À cette occasion, Martius Verus affermit le rôle de nouvelle capitale qu'avait prise Vagharchapat-Kainepolis (aujourd'hui Etchmiadzin). Une garnison romaine, composée de soldats détachés des légions de Cappadoce est installée dans la ville pour maintenir le calme et le pouvoir de Sohaemus. Elle est encore présente une quinzaine d'années plus tard.
La date de fin de son règne est inconnue. Cyrille Toumanoff estime toutefois que le Grand-Roi des Parthes imposa comme successeur son fils et homonyme Vologèse.

#### Sources
- RIC III, nos 511-513 et 1370-1375 (monnaies romaines datée de 163 à la légende : Rex Armen(iis) datus).
- Dion Cassius, LXXI, 14, 2 (Exc. Val., 304).
- Dion Cassius, LXXI, 3, 1 (Souda s.v. « Martios »).
- Moïse de Khorène, II, 64 (il n'est pas certain cependant que ce passage concerne Sohaemus).
- Photios, Bibliothèque, codex 94 (=Jamblique, Babyloniaca) (traduction R. Henry, CUF, t. II, 1960, p. 40).

C'est à tort que son nom avait été lu sur une inscription d'Éphèse publiée au début des années 1970.

#### Travaux contemporains
- Marie-Louise Chaumont, « L'Arménie entre Rome et l'Iran : I de l'avènement d'Auguste à l'avènement de Dioclétien », dans Aufstieg und Niedergang der römischen Welt), II, 9.1, 1976, pp. 146-150.
- Cyrille Toumanoff, Les dynasties de la Caucasie chrétienne de l'Antiquité jusqu'au XIXe siècle : Tables généalogiques et chronologiques, Rome, 1990, p. 97 et 500.
- Ruben Vardanyan, « Une émission de bronze arménienne du IIe siècle après J.-C. », dans C. Alfaro Asins, C. Marcos Alonso, P. Otero Moran éd., XIII Congreso Internacional de Numismatica, Madrid 2003, actes, vol. 1, Madrid, 2005, pp. 959-964 [PDF] Lire en ligne.